# Hans-Henning von Pressentin
Hans-Henning von Pressentin (* 18. Juni 1890 in Altona; † 22. Dezember 1952 in Hamburg) war ein deutscher Militär, Politiker des Stahlhelms und Hamburger Senator.
Die Familie von Pressentin entstammt dem mecklenburgischen Uradel, ihr Name wird auf das Dorf Prestin (früher Pressentin), heute ein Ortsteil der Gemeinde Bülow im Landkreis Ludwigslust-Parchim zurückgeführt. Pressentins Vater war der Generalleutnant Ernst von Pressentin (1853–1945), die Mutter Emma von Heise-Rotenburg (1863–1942), Tochter des ehemaligen Gutsbesitzers Marcus von Heise-Rotenburg und der Adelheid von Pressentin-Prestin.
Pressentin besuchte das Gymnasium und trat 1909 als Fahnenjunker in das Großherzoglich Mecklenburgische Feldartillerie-Regiment Nr. 60 in Schwerin ein. Bei Beginn des Ersten Weltkrieges war er Hauptmann und diente als Bataillonsadjutant. Im November 1918 schied Pressentin mehrfach verwundet als Major a. D. aus dem Heer aus.
Als in Hamburg die Sülzeunruhen ausbrachen, schloss er sich den Freikorps-Truppen unter Generalmajor Paul von Lettow-Vorbeck an, mit dem Ziel, die Unruhen niederzuschlagen. Als die Freikorps-Truppen Hamburg erreichten, war längst wieder Ruhe eingekehrt. Trotzdem besetzten die Truppen die Arbeiterwohnviertel und verhielten sich wie in besetztem Feindesland, insbesondere Arbeiter und Funktionäre wurden oft unter willkürlichen Anschuldigungen verhaftet und misshandelt. Die Freikorps machten großzügigen Gebrauch von ihren Schusswaffen um „Plünderer und Heckenschützen“ niederzustrecken. Die republikfeindlichen Freikorps wurden größtenteils in die neuaufgestellte und militärisch ausgerüstete kasernierte Hamburger Sicherheitspolizei übernommen. So wurde auch Pressentin 1919 in die Hamburger Sicherheitspolizei als Polizeiführer aufgenommen, in der er Kommandant der Kraftfahrzeug- und Verkehrsabteilung wurde.
Während seiner Polizeidienstzeit konnte er 1921 das Abitur nachholen und später einige Semester studieren. 1924 wurde Pressentin als Polizeimajor aus dem Polizeidienst entlassen und nahm eine Tätigkeit in der Automobilindustrie auf.
Pressentin war im Stahlhelm aktiv, wurde 1927 Kreisleiter und 1930 Gauleiter für Norddeutschland.
Am 8. März 1933 wurde Pressentin zusammen mit Philipp Klepp für den Stahlhelm in den Hamburger Senat unter Carl Vincent Krogmann gewählt, in einer Sitzung, bei der die gewählten Bürgerschaftsmitglieder der KPD schon nicht mehr erscheinen konnten. Pressentin wurde für das Ressort Arbeit zuständig. Ab 1. Oktober 1933 leitete er die Behörde für Technik und Arbeit; diese Verwaltung leitete er die folgenden Jahre, mindestens bis 1941. Pressentin trat zum 1. Mai 1933 der NSDAP bei (Mitgliedsnummer 3.279.755) und wurde im selben Jahr auch in die SA aufgenommen. Dort wurde er zum Ehrenführer im Range eines Standartenführers ernannt. Bei einer Senatsumbildung im September 1933 schied Pressentin aus dem Senat aus. Sein Ressort wurde Wilhelm von Allwörden unterstellt, er aber durfte den Titel Senator weiterhin führen.
Am 14. März 1944 wurde Pressentin zum Oberalten im Kirchspiel Sankt Katharinen gewählt. Von 1950 bis zu seinem Tod war er auch Präses des Kollegiums der Oberalten.
Hans-Henning von Pressentin hatte 1916 in Schwerin Adelheid von Walther und Croneck (1895–1963) geheiratet, sie stammte aus einem Offiziershaushalt. Das Ehepaar hatte einen Sohn Friedrich-Franz (1920–1981) der viermal verheiratet war und wiederum sechs Kinder hatte.